# Federación Internacional de Salvamento y Socorrismo
La Federación Internacional de Salvamento y Socorrismo (International Life Saving Federation (ILS) en idioma inglés) es una federación formada por organizaciones nacionales de salvamento acuático. Fue creada el 24 de febrero de 1993, con la fusión de la Fédération Internationale de Sauvetage Aquatique (FIS) y la World Life Saving (WLS) en Lovaina, aunque su fecha de constitución oficial fue el 3 de septiembre de 1994 en Cardiff.

## Reconocimientos

### Comité Olímpico Internacional
El Comité Olímpico Internacional reconoció a la International Life Saving Federation con ocasión de su 105 sesión celebrada en Atlanta del 15 al 18 de julio de 1996.

### Organización Mundial de la Salud
La Organización Mundial de la Salud (OMS), conocida por sus siglas en inglés WHO (World Health Organization) ha reconocido en 2010 a la ILS como "Organización Internacional con relaciones oficiales con la OMS", debido a su experiencia y papel destacado en la prevención de los ahogamientos a nivel mundial.

## Historia
Aunque desde finales del siglo XVIII y a lo largo del siglo XIX hubo varios países que se interesaron por la prevención de ahogamientos en sus respectivas comunidades, se suele considerar 1878 como el año de intercambio de experiencias a nivel internacional al celebrarse el "Primer Congreso Internacional de Salvamento" en la ciudad de Marsella.
A partir del mismo, se crearon numerosas asociaciones de carácter nacional agrupadas en la Fédération Internationale de Sauvetage Aquatique (FIS) (fundamentalmente las europeas), y en la World Life Saving (WLS) (las pertenecientes a la Commonwealth).

## Estructura
Los principales órganos de gobierno son:
- Asamblea General: órgano supremo formado por representantes de los miembros de pleno derecho.
- Junta Directiva
- Comisiones
  - Educación pública y prevención de ahogamientos
  - Rescate
  - Deportivo
  - Económica

Está estructurada en 4 grandes regiones:
- África:
  - Miembros: Argelia, Camerún, Egipto, Ghana, Kenia, Lesoto, Mauricio, Sudáfrica, Sudán, Tanzania, Togo, Uganda.
  - Miembros correspondientes: Liberia, Somalia, Suazilandia, Túnez.
- América:
  - Miembros: Argentina, Brasil, Islas Vírgenes Británicas, Canadá, Chile, Costa Rica, El Salvador, Haití, Jamaica, Perú, Santa Lucía, Trinidad y Tobago, Uruguay, Estados Unidos de América, Venezuela.
  - Miembros asociados: Canadá, Estados Unidos de América (2).
  - Miembro correspondiente: Barbados, Ecuador, Surinam. Asia-Pacífico:
  - Miembros: Australia (2), Bangladés, China, Taipéi, Hong Kong, India, Indonesia, Irán, Japón, Jordania, Malasia, Nueva Zelanda, Pakistán, Filipinas, Catar, Arabia Saudita, Singapur, Sri Lanka, Tailandia.
  - Miembros asociados: Australia, Corea del Sur, Palestina, Tailandia.
  - Miembro correspondiente: Kuwait.
- Europa:
  - Miembros: Austria, Bélgica, Bosnia y Herzegovina, Bulgaria, Croacia, Chipre, República Checa, Dinamarca, Estonia, Finlandia, Francia, Alemania, Grecia, Hungría, Irlanda, Italia, Letonia, Lituania, Macedonia del Norte, Malta, Montenegro, Países Bajos, Noruega, Polonia, Portugal, Rumanía, Rusia, Serbia, Eslovaquia, Eslovenia, España, Suecia, Suiza, Turquía, Ucrania, Reino Unido (2).
  - Miembros asociados: Alemania, Portugal, Reino Unido.
  - Miembro correspondiente: Israel, Países Bajos.

## Prevención de ahogamientos
Es uno de los principales pilares de la Federación Internacional, y así ha sido reconocida por la Organización Mundial de la Salud (OMS).
En esta línea se establecen diferentes acciones, principalmente:
- Informes mundiales de ahogamiento (a partir de los informes nacionales de ahogamientos)
- Congresos mundiales para la prevención de ahogamientos (World Conference on Drowning Prevention). Las últimas ediciones se han celebrado en:
  - 2007: Oporto (Portugal)
  - 2011: Da Nang (Vietnam)
  - 2013: Potsdam (Alemania)
  - 2015: Penang (Malasia)
  - 2017: Vancouver (Canadá)

## Actividad deportiva
El salvamento como deporte viene realizando competiciones a lo largo de todo el siglo XX y participó como deporte no-oficial en los Juegos Olímpicos de París en 1900.
Los primeros campeonatos del mundo en piscina se celebraron en 1953.

### Pruebas
En la actualidad en el reglamento se contemplan las siguientes pruebas:
- Piscina: 200 m obstáculos, 50 m arrastre de maniquí, 100 m combinada de salvamento, 100 m arrastre de maniquí con aletas, 100 m socorrista, 200 m supersocorristas, lanzamiento de cuerda, relevo 4x25 m arrastre de maniquí, relevo 4x50 m obstáculos y relevo 4x50 m combinada (tubo de rescate).
- Aguas abiertas: nado, relevo nado, relevo rescate con tubo, correr-nadar-correr, banderas, sprint, relevo sprint, carrera 2 km, relevo carrera 2 km, esquí, relevo esquí, carrera con tabla, relevo carrera con tabla, relevo rescate con tabla, oceanman/oceanwoman y relevo oceanman/oceanwoman.
- SERC (Simulated Emergency Response Competition): simulación de respuesta ante emergencias.
- Botes (rígidos).
- Botes inflables.

### Campeonatos

#### Campeonatos nacionales
Se celebran en los diferentes países todos los años diferenciando categorías de edad, tanto en piscina como en aguas abiertas (playa).

#### Campeonatos Continentales
A nivel europeo, se celebran cada 2 años los campeonatos en categoría open y menores de 18 años por naciones y por clubes.

#### Campeonatos del Mundo
En la actualidad se celebran cada 2 años, (bajo la acepción de "Rescue" desde el año 1986) se organizan los Campeonatos del Mundo que incluyen: competiciones en categoría open y menores de 18 años por naciones, y competiciones en categoría open, menores de 18 años y máster por clubes, competiciones de botes (surfboat) y de botes inchables (inflatable rescue surfboat: IRB).
- Rescue 1986: Vancouver (Canadá).
- Rescue 1988: Southport, Queensland (Australia).
- Rescue 1990: Lübeck (piscina), Travemünde (playa) (Alemania).
- Rescue 1992: Shimoda (Japón).
- Rescue 1994: Cardiff (piscina), Newquay (playa) (Reino Unido).
- Rescue 1996: Durban (Sudáfrica).
- Rescue 1998: Auckland (Nueva Zelanda).
- Rescue 2000: Manly, Sídney (Australia)
- Rescue 2002: Orlando (piscina), Daytona Beach (playa) (Estados Unidos).
- Rescue 2004: Livorno (piscina), Viareggio (playa) (Italia).
- Rescue 2006: Melbourne (Australia).
- Rescue 2008: Berlín (piscina), Warnemünde (playa) (Alemania).
- Rescue 2010: Alejandría (Egipto).
- Rescue 2012: Adelaida (Australia).
- Rescue 2014: Montpellier (piscina), Grande-Motte (playa) (Francia).
- Rescue 2016: Eindhoven (piscina), Noordwijk (playa) (Países Bajos).
- Rescue 2018: Adelaida (Australia).
- Rescue 2020: Italia.

Al no ser considerado actualmente un deporte olímpico, participa dentro de los Juegos Mundiales.
También participa en los Juegos Mundiales Militares y en los Campeonatos del Mundo Militares, así como en los Juegos de la Commonwealth.